# Ouro Preto do Oeste (kommun)
Ouro Preto do Oeste är en kommun i Brasilien.   Den ligger i delstaten Rondônia, i den centrala delen av landet, 1 600 km väster om huvudstaden Brasília. Antalet invånare är 37 941.
Följande samhällen finns i Ouro Preto do Oeste:
- Ouro Preto do Oeste

I omgivningarna runt Ouro Preto do Oeste växer i huvudsak städsegrön lövskog. Runt Ouro Preto do Oeste är det glesbefolkat, med 15 invånare per kvadratkilometer.